# 孝靖太后

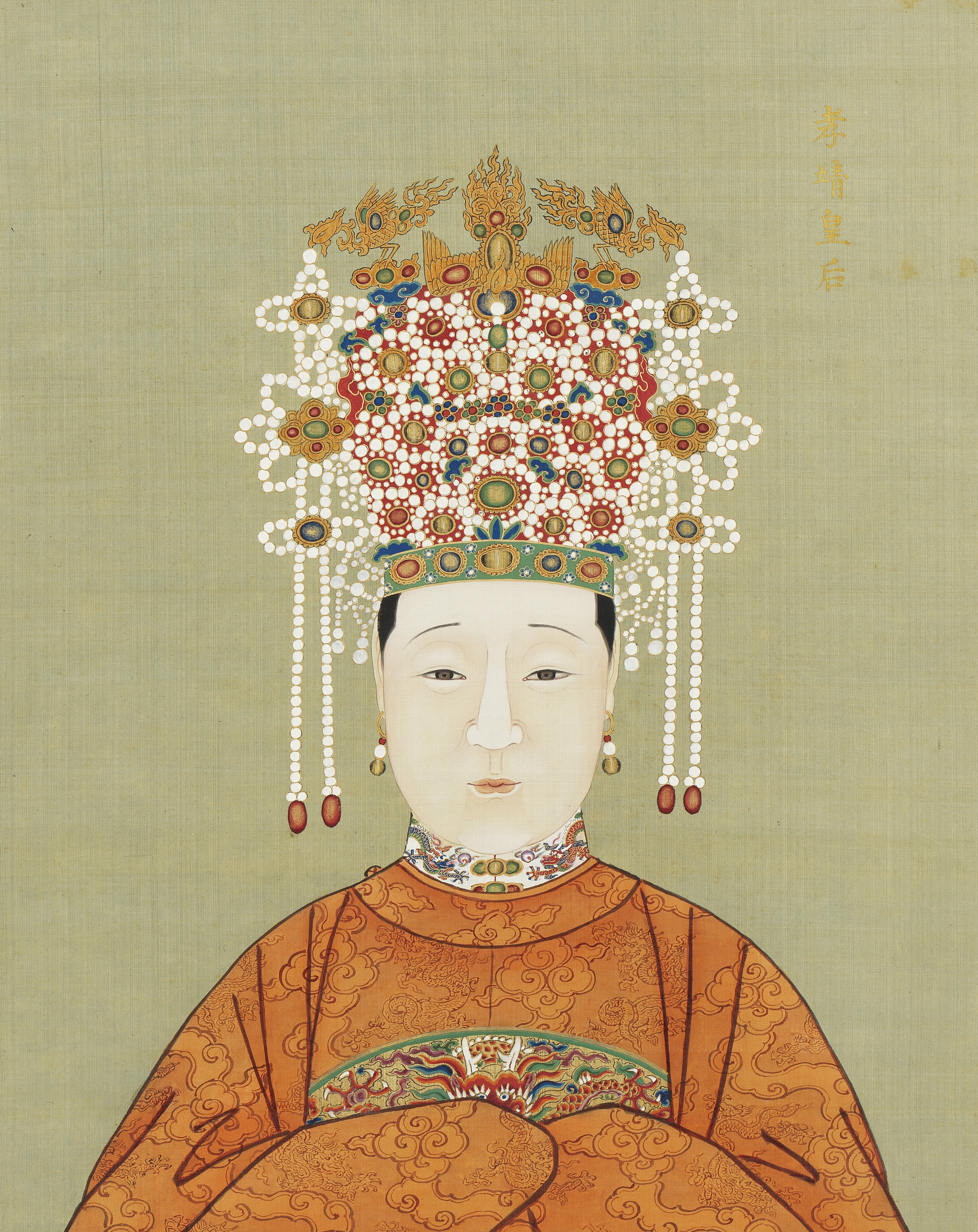
孝靖太后王氏

孝靖太后（こうせいたいごう、1565年2月27日（嘉靖44年1月27日） - 1611年10月18日（万暦39年9月13日））は、明の万暦帝の妃嬪で泰昌帝の母。姓は王氏。

## 経歴
正六品錦衣衛百戸の王朝寀と葛氏の長女として生まれる。万暦6年（1578年）、後宮に入り、孝定太后（万暦帝の生母）の侍女となった。万暦9年（1581年）冬、万暦帝と関係して妊娠した。翌年4月に恭妃に封じられ、8月に朱常洛（後の泰昌帝）を産んだ。
万暦帝の寵愛はなく、景陽宮で寂しい生活を送った。万暦29年（1601年）、朱常洛が太子となったが、王恭妃は進封がなかった。万暦34年（1606年）に皇長孫朱由校（後の天啓帝）が生まれると、王恭妃は皇貴妃に進んだ。万暦39年（1611年）、薨去した。温粛端靖純懿皇貴妃と諡された。天啓帝が即位すると、孝靖温懿敬譲貞慈参天胤聖皇太后と追諡された。定陵の発掘調査が行われ、遺骸毛髪から血液型がB型であることが判明した。

## 子女
- 朱常洛（泰昌帝）
- 朱軒嫄（雲夢公主）

## 登場作品
- 「万暦首輔張居正」(中国ドラマ・2010年、日本未公開) 演：凌瓏
- 「大明嬪妃」(中国ドラマ・2010年、日本未公開）演：王春妹

## 伝記資料
- 『明神宗実録』
- 『大明温粛端静純懿皇貴妃王氏壙志』